# Jabba le Hutt
Personnage de fiction apparaissant dans
Star Wars.
Jabba le Hutt est un personnage de fiction de l'univers Star Wars créé par George Lucas. Il a été conçu comme un gros alien dont le critique Roger Ebert disait que son apparence physique le rapproche d'un croisement entre un crapaud et le chat du Cheshire, mais qui se rapproche aussi de la limace, bien qu'il ne partage avec la limace que la silhouette et qu'il soit plus probablement un tétrapode.
Il est mentionné dès le premier film de la saga Star Wars, Un nouvel espoir (1977), et y est décrit comme un gangster impitoyable ayant mis à prix la tête de Han Solo à qui il réclame de l'argent en compensation du largage d'une cargaison de contrebande lui appartenant.
Jabba apparaît pour la première fois dans Le Retour du Jedi, créé comme une animatronique complexe. Dans la première partie du film, il a capturé Han Solo et combat Luke Skywalker et ses alliés venus pour le sauver.
Lors de la première sortie du film en France, son nom est traduit en « Jabba le Forestier », sans qu'il soit donné de raison claire à cette appellation (les vues de la planète Tatooine, sur laquelle il vit, ne montrant que des zones désertiques). Cette appellation ne sera pas reprise par la suite, et le personnage retrouvera son nom originel. Cependant dans la version française de l'épisode V, Jabba est surnommé « Le Forestier » par tous les personnages. L'espèce Hutt vient de la planète Nal Hutta, qui est constituée de marécages et de forêts, ce qui pourrait expliquer cette dénomination. 
Quand Un nouvel espoir ressort en édition spéciale en 1997, une scène coupée montrant Han et Jabba converser est incluse dans le montage. À l'origine jouée par un acteur et donc, d'apparence humaine, la séquence est retravaillée et présente un Jabba le hutt en images de synthèse.
Dans la trilogie originale, il constitue donc un antagoniste secondaire. Il apparaît également dans la prélogie sous la forme d'un caméo dans La Menace fantôme lors de la fête de la Boonta. L'enlèvement de son fils Rotta le hutt est raconté dans le film dérivé The Clone Wars.

## Description
Jabba Desilijic Tiure est un hutt, une espèce de limace. Son espèce contrôle une grande partie de la Bordure Extérieure et évite les conflits de la République puis de l'Empire. Par ailleurs, l'espèce hutt résiste aux pouvoirs mentaux de la Force. Jabba est l'un des membres les plus influents de son espèce et commande le Conseil hutt. Il porte un tatouage sur le bras droit qui représente le symbole de sa famille. Il se nourrit souvent de grenouilles de Klatooine. Il pèse 1 358 kg.
Il possède une luxueuse barge à voiles de 30 m de long qui atteint jusqu'aux 100 km/h, le Khetanna. Il s'en sert pour traverser la Mer de Dunes à Tatooine et en profite pour montrer d'incroyables richesses aux gangsters rivaux.

## Biographie fictive

### Jeunesse
Jabba Desilijic Tiure naît sur la planète Nal Hutta environ 600 ans avant la bataille de Yavin.
Dès l'instant où il rampa hors de la poche ventrale de son père (les hutts sont une espèce à longue durée de vie mais ils doivent passer leurs cinquante premières années dans une poche, spécialement prévue à cet effet, d'un de leurs parents), celui-ci le forma et le prépara à l'art d'être gangster. Il apparut rapidement que Jabba excellait dans les pots-de-vin, les mensonges, les intrigues et la création d'arnaques en tous genres, brillantes et complexes. Son grand-oncle Jiliac le hutt, dirigeant et patriarche du clan Desilijic, fut lui aussi très impressionné par les qualités montrées par Jabba et l'associa très vite à la gestion des affaires du clan, généralement depuis le palais de Jiliac, situé sur la planète Nar Shaddaa.
En récompense de ses talents, Zorba et Jiliac lui donnèrent plusieurs propriétés sur la planète de Tatooine, située dans la Bordure extérieure, où Jabba finit par s'installer durablement, quelques décennies avant la bataille de Yavin, et d'où il régenta le vaste empire criminel qu'il commençait à se constituer.

### Grand baron du crime
Jabba est devenu un hutt très influent.
Dans le film d'animation Star Wars : The Clone Wars, son fils Rotta est enlevé par les Séparatistes et Ziro le hutt. Lorsque des Jedi retrouvent son fils, il accepte de laisser la République traverser l'Espace hutt, un enjeu décisif dans la guerre des clones.
Han Solo travaillait souvent avec le hutt, mais le contrebandier le déçoit et ne lui apporte pas le remboursement de la dette qu'il a envers lui avec 15% d'intérêt. Jabba souhaite le faire prisonnier, mais il a du mal à y parvenir. Alors qu'il attend que Boba Fett le lui apporte, il décide d'envoyer quelqu'un d'autre, Deva Lompop. Peu après, Jabba est présent lors d'une vente aux enchères, celle du corps d'Han Solo dans la carbonite. Il propose même un million de crédits pour obtenir le contrebandier, ce qui lui permet de surpasser la concurrence, même l'Empire.
Jabba est tué après avoir tenté de prendre prisonniers les rebelles Han Solo, R2-D2, C-3PO, Chewbacca et Leia, les quatre derniers ayant piégé le hutt pour tenter de libérer Solo. Bien qu'il ait compris le piège et l'ait arrêté, Jabba est confronté à l'arrivée du Jedi Luke Skywalker. Il est vaincu, étranglé par Leia Organa dans sa barge alors qu'il souhaite exécuter les rebelles en les jetant au sarlacc. Après sa mort, divers criminels tentent de prendre le contrôle de Tatooine.

## Entourage
Jabba accueille un certain nombre de personnes à sa cour, près d'une centaine étant vues dans Le Retour du Jedi.
Bib Fortuna, un twi'lek, est son secrétaire général : il dirige pour le compte de Jabba et accueille des invités tout en organisant divers événements. Salacious Crumb, un singe-lézard kawakien, est un bouffon forcé de trouver des moyens de faire rire Jabba pour rester en vie. Saelt Marae, un yakora, espionne pour le compte de Jabba, parle aux visiteurs douteux du palais en leur faisant croire qu'il est un négociant. Ree-Yees, un gran, s'occupe de Bubo, chien-crapaud de Jabba. Ephant Mon, un chevin, est un responsable de la sécurité conscient des risques dans le palais de Jabba. Shasa Tiel, un ishi tib, est un comptable chargé de s'occuper des richesses de Jabba. Tessek, un quarren, est aussi comptable de Jabba. Wooof est chargé des esquifs et de la barge à voiles de Jabba. Barada est mécanicien et garde de l'esquif de Jabba. Yarna d'al'Gargan est une esclave de Jabba, danseuse préférée du Hutt. Oola, une twi'lek est une autre esclave de Jabba, danseuse que le Hutt fait jeter à son rancor. Leia, une humaine, est une autre esclave de Jabba, celle qui réussit finalement à le tuer.
Jabba s'entoure aussi de musiciens. Les deux percussionnistes Ak-rev et Umpass-stay servent de gardes du corps au Hutt, qui écoute notamment la Max Rebo Band : l'ortolan Max Rebo, Sy Snootles, Droopy McCool, Rappertunie, les trois danseuses Greeata, Rystàll Sant et Lyn Me et le chanteur Joh Yowza.
Il possède aussi des droïdes. EV-9D9 est celle qui les supervise. 8D8 est un droïde de torture. Par ailleurs, les droïdes C-3PO et R2-D2 ont respectivement servi de traducteur et de serveur dans la barge.

## Le personnage au cinéma

### Épisode IV
Originairement, un acteur jouait Jabba le Hutt dans Un nouvel espoir. Cependant, lors de la réédition apparue deux décennies plus tard, il est remplacé par des images de synthèses qui représentent Jabba tel qu'il apparaît dans Le Retour du Jedi.

### Épisode VI

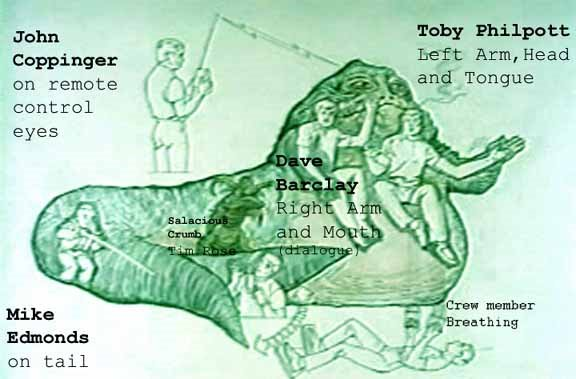
Fonctionnement de Jabba sur le plateau de tournage

Du fait de sa grande taille, Jabba était manipulé lors du tournage par quatre marionnettistes dissimulés dans l'enveloppe corporelle (deux pour les bras et la bouche, un pour la respiration et un pour la queue). Seul le mouvement des yeux était électronique et piloté à distance.
Cette lourde configuration explique que l'on ne voit pas Jabba se déplacer dans l'épisode VI, mais aussi le fait qu'il est toujours fixé sur une estrade, permettant de dissimuler l'opérateur chargé de la respiration.
Le thème musical de Jabba, composé par John Williams comme le reste de la bande-originale des Star Wars, est joué au tuba.

## Impact culturel
Jabba acte dans une série de bandes-dessinées intitulée Jabba the Hutt: The Art of the Deal, en référence à l'œuvre de Donald Trump.
Dans le film Spaceballs, Jabba est parodié sous le nom Pizza le Hutt, un nom qui se rapproche notamment de Pizza Hut, la chaîne de restaurants.